# Aston Martin AMR22
O Aston Martin AMR22 foi o modelo de carro de corrida projetado e desenvolvido pela Aston Martin para a disputa do Campeonato Mundial de Fórmula 1 de 2022, pilotado por Lance Stroll e Sebastian Vettel, em sua última temporada na Fórmula 1, com o reserva Nico Hülkenberg o substituindo em duas provas.
O carro foi lançado no dia 10 de fevereiro de 2022, mudando a tonalidade de sua pintura para um verde mais intenso para se destacar melhor das outras equipes. O AMR23 teve como melhor resultado um sexto lugar de Vettel em Singapura. A Aston Martin somou 55 pontos, o mesmo número da Alfa Romeo, mas acabou na sétima posição por que a equipe italiana teve um quinto lugar como melhor resultado.